# Mongolsko na Letních olympijských hrách 2004
Mongolsko se účastnilo Letní olympiády 2004. Zastupovalo ho 20 sportovců (13 mužů a 7 žen) v 7 sportech.

## Medailisté
| Medaile | Jméno                  | Sport | Soutěž                   |
| ------- | ---------------------- | ----- | ------------------------ |
| Bronz   | Chašbátaryn Cagánbátar | Judo  | muži superlehká do 60 kg |